# Honorable Wu
Honorable Wu (nacido como Ho Chee Chung, y también conocido como Harry Haw) fue un actor e intérprete de vodevil estadounidense que trabajó en Hollywood durante la década de 1930 y 1940. Nacido en San Francisco siendo hijo de inmigrantes chinos, murió en 1945 en Los Ángeles. Su hermana Florence Ho también apareció en varias películas.

## Filmografía seleccionada
- The Blonde from Singapore (1941)
- Passage from Hong Kong (1941)
- Ellery Queen and the Perfect Crime (1941)
- Ellery Queen's Penthouse Mystery (1941)
- Mr. Moto Takes a Vacation (1939)
- North of Shanghai (1939)
- The Crime of Doctor Hallet (1938)
- Stowaway (1936)